# Tone Škarja
Tone Škarja, slovenski alpinist, gorski reševalec, fotograf, pisatelj/publicist, * 15. januar 1937, Ljubljana, † 11. maj 2020. 

## Življenjepis
Škarja se je po končani Tehniški srednji šoli v Ljubljani zaposlil v podjetju Elektro Ljubljana okolica. Z alpinizmom se je ukvarjal od 1956 in opravil več kot 1000 vzponov, od tega 30 prvenstvenih. Med njimi so bili tudi nekateri izmed najbolj odmevnih v zgodovini slovenskega alpinizma. Udeležil se je več odprav v tuja gorstva, na katerih od teh je bil tudi vodja in sicer na: Kangbačen (1974), Everest (1979), Jalung Kang (1985), Šiša Pangmo (1989), Kangčendzengo (1991), Anapurno (1992 in 1995) ter na Daulagiri (1998). Bil je tudi organizator odprav Everest 1996 in Čo Oju 1988 in 2001 ter vodja več izvidnic in trekingov. Skupaj z Alešem Kunaverjem je bil glavni tvorec izjemno uspešne slovenske himalajske zgodbe.
1968-1978 je bil načelnik postaje Gorske reševalne službe v Kamniku, 1979-2013 pa je vodil Komisijo za odprave v tuja gorstva pri Planinski zvezi Slovenije, podpredsednik PZS je pa bil v letih 1998-2011. Leta 2014 mu je njena komisija za alpinizem kot prvemu podelila nagrado PZS za življenjsko delo v alpinizmu, decembra 2019 je postal še častni član PZS. Leta 1979 je skupaj s člani prve jugoslovanske odprave na Everest prejel Bloudkovo nagrado, 2011 Bloudkovo plaketo za življenjsko delo v športu, bil pa je tudi častni član Gorske reševalne službe Slovenije. 

## Publicistika
O vzponih in odpravah je objavljal v Planinskem vestniku ter v drugih revijah in časopisih, je soavtor učbenika Hoja in plezanje v gorah (1984), avtor knjig Stene mojega življenja (1975), Jalung Kang (1987), Kangčendzenga: gora usode (2008) in avtobiografije Po svoji sledi: Alpe, Kavkaz, Himalaja (2011) ter soavtor knjig Kangbačen (1976), Na vrh sveta (1979), Everest (1981) in Na vrhovih sveta (1992). Posmrtno so pri Planinski založbi izšla njegova izbrana dela pod naslovom Iskrí se beseda, ki so literarna zapuščina njegovih bogatih življenjskih izkušenj v alpinizmu in himalajizmu (2024, uredil Žarko Rovšček).